# Broomhouse Mains

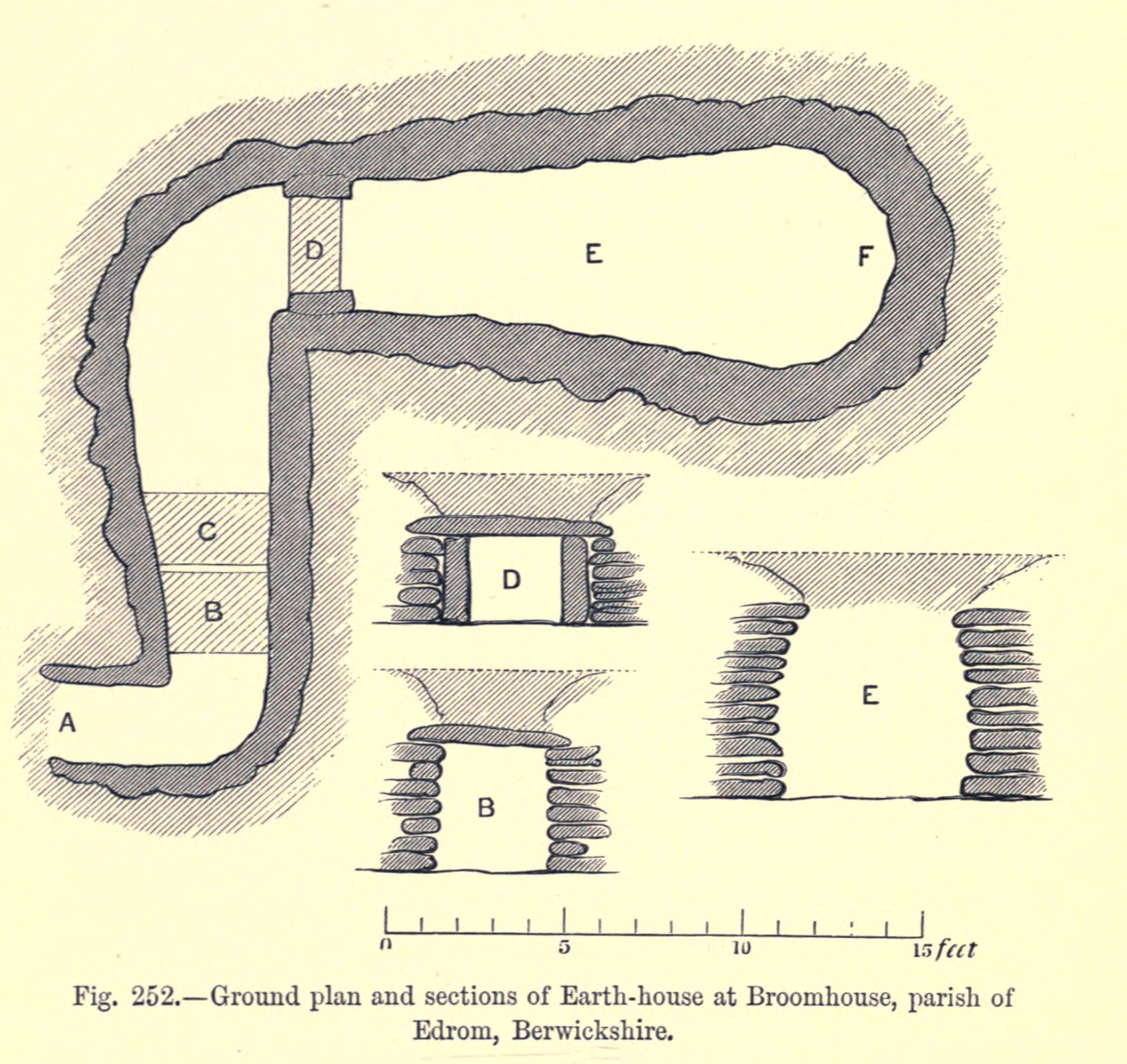
Broomhouse nach Anderson 1883

Broomhouse Mains (auch Earth House oder Weem genannt) ist ein Souterrain westlich der Farm Broomhouse Mains bei Edromin in den Scottish Borders in Schottland. Bei den Souterrains wird grundsätzlich zwischen „rock-cut“, „earth-cut“, „stone built“ und „mixed“ Souterrains unterschieden.

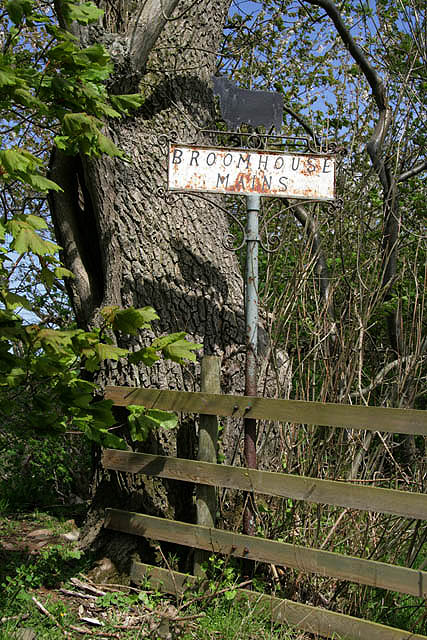
Schild der Farm

Das um 1843 entdeckte Souterrain wurde im Jahre 1868 ausgegraben. Es handelt sich um ein in der Form ungewöhnliches System winkeliger Gänge aus Trockenmauerwerk, die in einer trapezoiden Kammer mit einer Apsis am breiteren Ende abschließen. Die Kammer hat einen eingezogenen Zugang mit Seitenpfeilern und Sturz. Die Decke der Kammer endet als Kraggewölbe. Gefunden wurden einige Fragmente von Tierknochen. Das Souterrain wurde zur Konservierung nach der Ausgrabung verfüllt und ist seitdem verschlossen.